# Weisen
Weisen é um município da Alemanha, situado no distrito de Prignitz, no estado de Brandemburgo. Tem 15,60 km² de área, e sua população em 2019 foi estimada em 967 habitantes.